# واسالندیا
پارک تفریحی واسالندیا (انگلیسی: Wasalandia) پارکی در واسا، فنلاند بود. این پارک در سال ۱۹۸۸ افتتاح شد و پس از تابستان ۲۰۱۵ تعطیل شد. این پارک تا ۲۸ وسیله بازی برای تمام اعضای خانواده ارائه می‌داد. این پارک تا سال ۲۰۰۷ متعلق به شرکت Puuharyhmä Oyj (که قبلاً Tervakosken Puuhamaa Oy نام داشت) بود. در سال‌های آخر عمر، واسالندیا متعلق به شرکت اسپانیایی Aspro Ocio, S.A. بود.

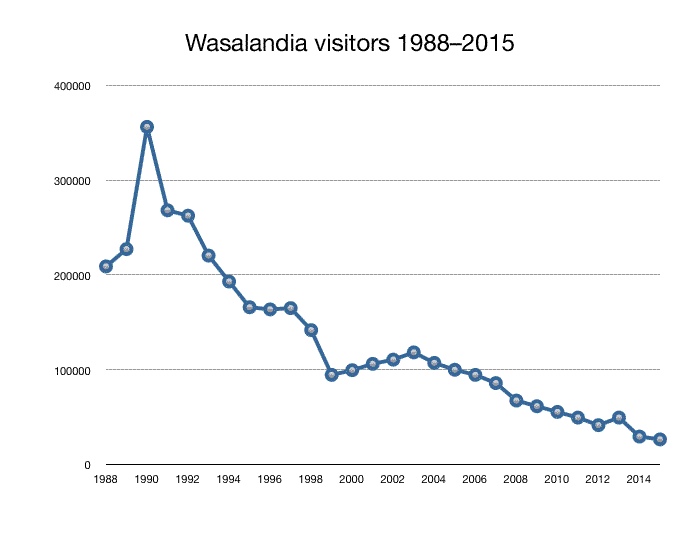
تعداد بازدیدکنندگان واسالندیا در سال ۱۹۹۰ به اوج خود رسید و سپس تا پایان تابستان سال ۲۰۱۵ به ۲۶۰۰۰ بازدیدکننده کاهش یافت.

واسالاندیا در جزیره واسکیلوئوتو، در حدود ۳ کیلومتری مرکز شهر واسا واقع شده بود. پارک آبی سرپوشیده تروپیکلندیا (Tropiclandia) که در همان نزدیکی قرار داشت، به فعالیت خود ادامه داد.